# لیبرتی (یوتا)
لیبرتی (به انگلیسی: Liberty) یک منطقهٔ مسکونی در ایالات متحده آمریکا است که در شهرستان وبر، یوتا واقع شده‌است. لیبرتی ۱٬۲۵۷ نفر جمعیت دارد و ۱٬۵۷۴٫۹۲ متر بالاتر از سطح دریا واقع شده‌است.